# Олонкинбюэн
Оло́нкинбюэн (нюнорск и букмол Olonkinbyen) — населённый пункт на острове Ян-Майен, расположен в южной части острова (Sør-Jan). Назван в честь Геннадия Никитича Олонкина.
Постоянное население отсутствует, но в посёлке проживает персонал (18 человек), обслуживающий станцию дальней навигации (Loran-C), около которой Олонкинбюэн и расположен. Несколько человек, обслуживающие метеорологическую станцию, также проживают в посёлке, хотя сама метеостанция расположена в 2,5 км к северо-востоку.
Главой посёлка считается начальник станции Loran-C, который выполняет задачи административного и гражданского управления на всём острове.
В 2015 году станция LORAN-C была снесена. В районе поселка также работает норвежская метеорологическая экспедиция.